# قروب إيروسبيس

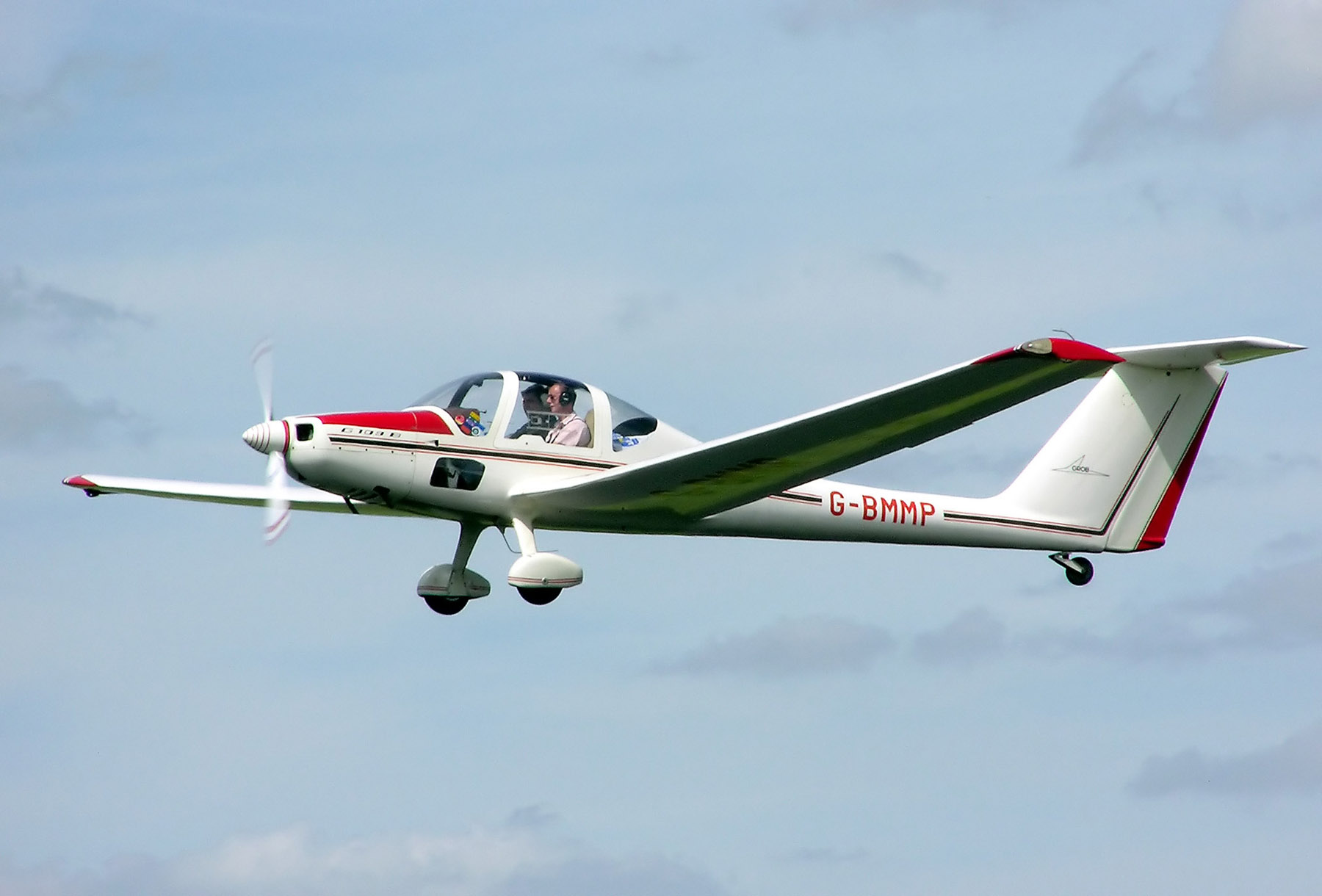
قروب جي 109بي، صنعت في 1986.

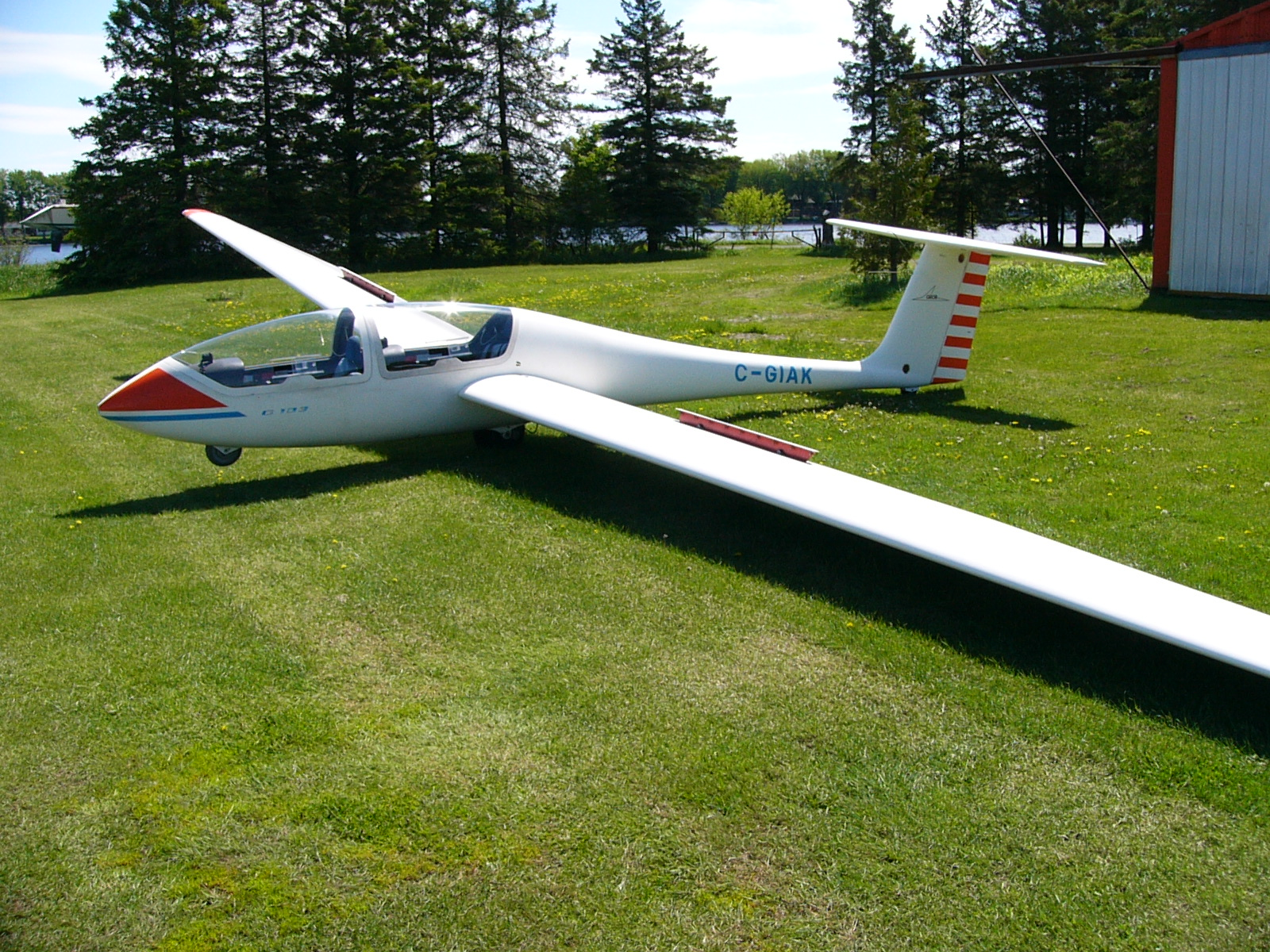
الطائرة قروب جي 103 توين أسترك.

قروب إيروسباس أو قروب للفضاء والطيران (بالإنجليزية: Grob Aerospace)‏ هو صانع طائرات ألماني. لأنتجت الشركة العديد من الطائرات منها الشراعية والتدريبية والنفاثة. تعرض الشركة لضيقة مالية في أغسطس 2008.

## التاريخ
أنشأت الشركة في 1926 علي يد «إيرنست قروب» في ميونخ. ومنذ عام 1952 رأس الشركة بورخارت قروب الذي بدأ تصنيع محركات احتراق داخلي ولاحقاً أجزاء أخرى في صناعة السيارات. قروب إيروسباس أصبحت متدخله في صناعة الطائرات الشراعية منذ عام 1971 عندما كانت مقاول باطن ضمن شركة شيمب هيرث لبناء الطائرة الشراعية ستاندر كيريس تحت رخصة. كان بورخات قروب بالفعل طيار طائرات شراعية وطائرات عادية.
تم تصنيع 200 طائرة ستاندر كيريس والتي ورت إلي مطار توسينهاوسين-ماتسيس (Tussenhausen-Mattsies) في بافاريا ما بين عامي 1971 و1975. في عام 1974 قرر قروب أن يستمر في صناعة الطائرات الشراعية مستقلاً مستخدماً مالده من خبره في تشيد الألياف المركبة. بدلاً من صناعة طائرات شراعية تتنافس مع غيرها بجودتها قررت الشركة صناعة طائرات شراعية عادية ولمن ذات سعر تنافسي. كانت النتيجة أن الشركة أنتجت الطائرة قروب جي-102 أستير، ولحقتها الطائرة قروب جي-103 توين أستير ذات المقعدين.

### الضيقة المالية
في 18 أغسطس 2008 أعلن الشركة عن ضيقتها المالية وقرب إعلانها الإفلاس. ذلك أدي إلي إعلان الشركة إيقاف إنتاج النفاثة الخفيفة لازير جت 85 لصالح شركة بومباردير إيروسباس والتي تعاقدت قروب معها علي إنتاجها. فمعظم الموظفون العاملون بالشركة تم تسريحهم في 3 نوفمبر 2008.
في 16 ديسمبر 2008 أعلن الدكتور مايكل جافيه المسؤول عن تسوية الضيقة المالية أن هناك طرفان أظهرا رغبتهما في شراء الشركة وهما شركة إتش 3 إيروسباس من ميونخ، وتعاونية جيزوه لصناعة الطائرات الصينية. كلً من الشركتين عرضا حوالي مبلغ 4.5 مليون دولار لشراء قروب، وعرضت أيضاً تعاونية جيزوه الصينية 3.5 مليون دولار إضافية للحصول علي برنامج نفاثة إس بيه إن (SPn).

## أفرع الشركة
| اسم الفرع                                       | الموقع                       | تاريخ الإنشاء |
| ----------------------------------------------- | ---------------------------- | ------------- |
| GROB-WERKE GmbH & Co. KG                        | مايندلهايم، بافاريا، ألمانيا | 1926          |
| B. Grob do Brasil S.A.                          | ساو باولو، البرازيل          | 1956          |
| Grob Systems, Inc. Machine Tool Division        | أوهايو، الولايات المتحدة     | 1983          |
| Grob Machine Tools U.K. Ltd.                    | وارويكشاير، إنجلترا          | 1990          |
| Grob Mexico S.A. DE C.V.                        | ولاية كواهويلا، المكسيك      | 2000          |
| Grob Beijing Co. Ltd                            | بكين، الصين                  | 2003          |
| Grob Korea Co. Ltd.                             | سيول، كوريا الجنوبية         | 2005          |
| Grob Technology Development (Beijing) Co., Ltd. | شانغهاي، الصين               | 2005          |

## إنتاج الطائرات
- جي 102
- جي 103
- جي 103 إيه
- جي 104
- جي 109
- جي 115
- جي 116
- جي 118
- جي 120
- جي 140
- جي 180
- جي إف 200
- قروب 850

بالشراكة:
- إجريت